# 伊丹城
伊丹城（いたみじょう）は、摂津国川辺郡伊丹段丘有岡（現・兵庫県伊丹市）にあった日本の城。別名有岡城（在岡城）（ありおかじょう）。国の史跡に指定されている。

## 概要

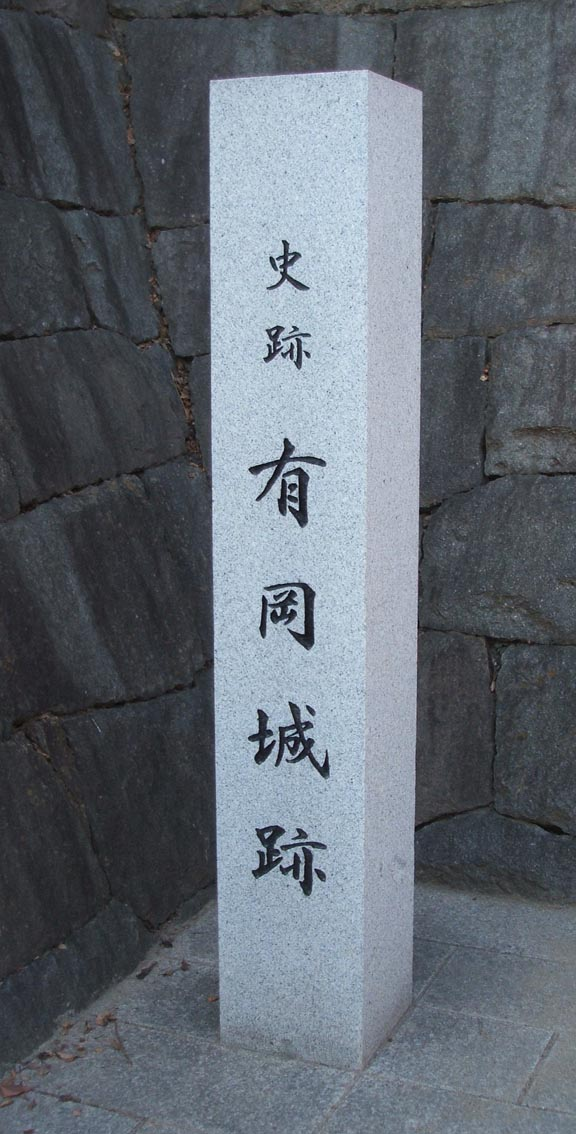
有岡城石碑

南北朝時代、摂津国人の伊丹氏によって建築され、文明4年（1472年）に改築されるまでの伊丹城が日本最古の天守台を持つ平城となった。
しかし、天正2年11月15日（1574年11月28日）、荒木村重によって攻め落とされ、のちに伊丹氏の伊丹城を大改修し、有岡城に改称した。

荒木村重は後に謀反を起こし、有岡城は織田信長に攻められて落城した。

## 城の範囲
城の範囲は南北1.7km、東西0.8kmで南北に細長く、本丸は城の東側（現JR伊丹駅付近）に位置し、有岡城跡史跡公園となっている。明治時代の鉄道敷設のため、本丸東側の大半を失っている。防御の要所に3つの砦が配置され、北に「きしの砦」（現猪名野神社付近）、西に「上臈塚砦」（現墨染寺付近）、南に「鵯塚砦」が築かれていた｡

## 総構え（惣構）
総構え（惣構）とは、周囲に堀と土塁をめぐらし、街屋敷や町屋を配置し、防御帯を設けた城郭構造で、大坂城や江戸城などにもあった惣構えの最古（2005年現在）の遺構が発掘された。城の東側を流れる伊丹川との間は崖になっており、さらにその東側には駄六川と猪名川が流れており、これらの河川が天然の要害となっていた。西側と南側は人工の堀を設け、東西0.8km、南北1.7kmもの総構えとなっている。
総構えの構造は、荒木村重が大改修によって完成させた。織田信長の大軍による攻撃にも一年にわたって耐えるほど強固な構造であった。

## 伊丹城（有岡城）の略史
- 南北朝時代：伊丹氏により築城。伊丹城と称する。
- 天正2年（1574年）：荒木村重が城を落として改修。ついで、有岡城と改称。
- 天正7年（1579年）：村重謀反により織田軍に攻められ落城。
- 天正8年（1580年）：池田之助が城主になる。
- 天正11年（1583年）：之助が美濃に転封されることにより、廃城。
- 明治26年（1891年）：鉄道敷設の為、当城東側破壊。
- 昭和50年（1975年）：発掘調査開始。
- 昭和54年（1979年）：12月国史跡に指定[6]。

その後史跡公園として整備され、現在に至る。

## 現在確認可能な残存遺構
- 石垣:1976年の発掘調査により、城郭としては最古の石垣と断定された。五輪や供養塔の石も使用されている[7]。
- 土塁
- 井戸跡
- 堀跡

など。

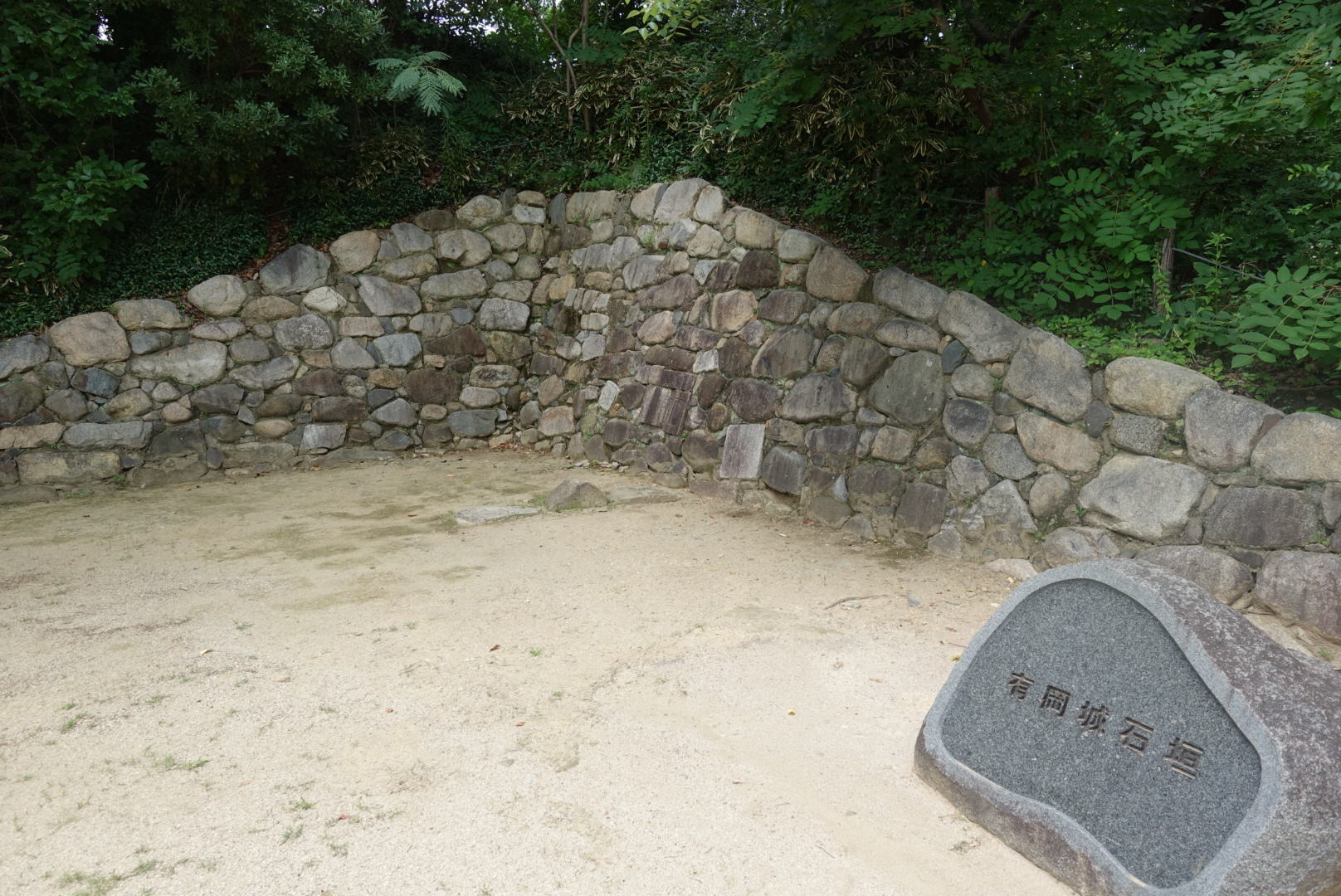
本丸 石垣
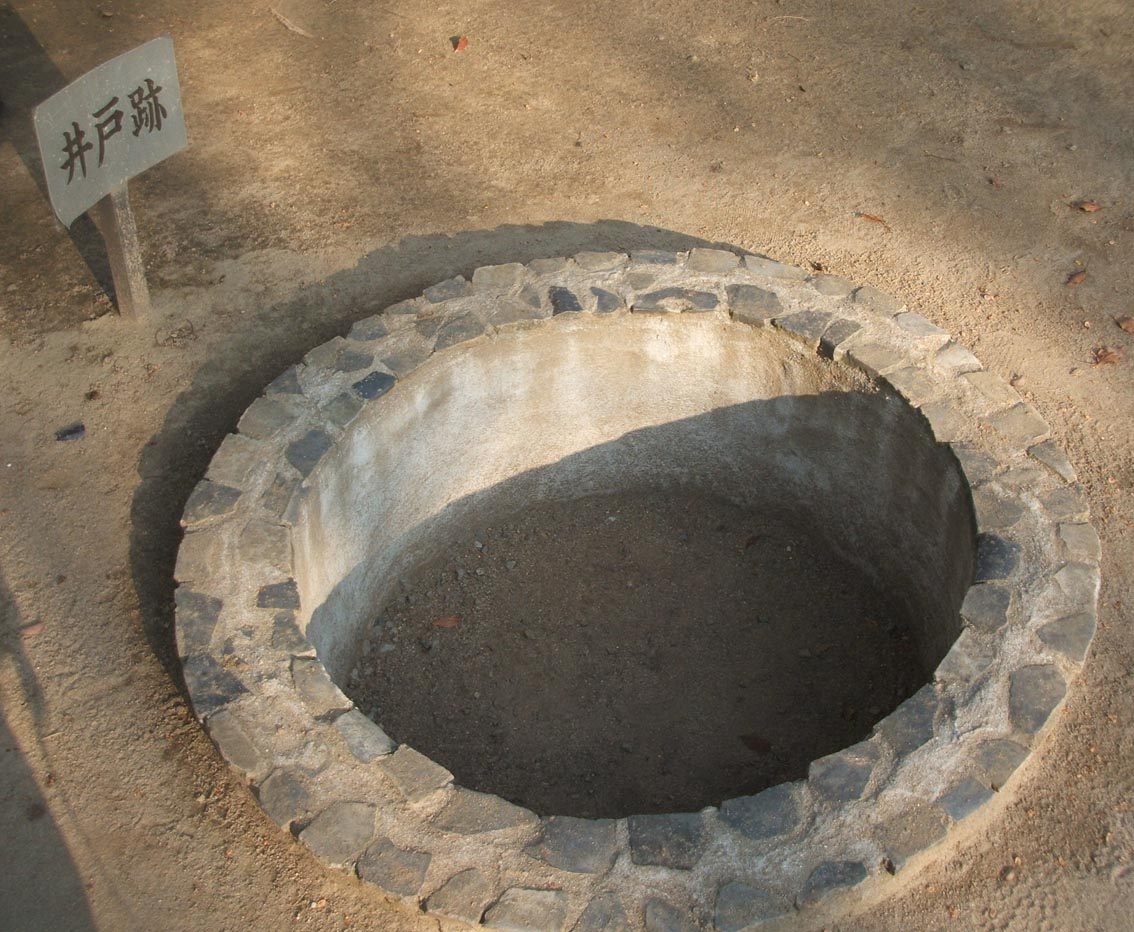
本丸 井戸跡
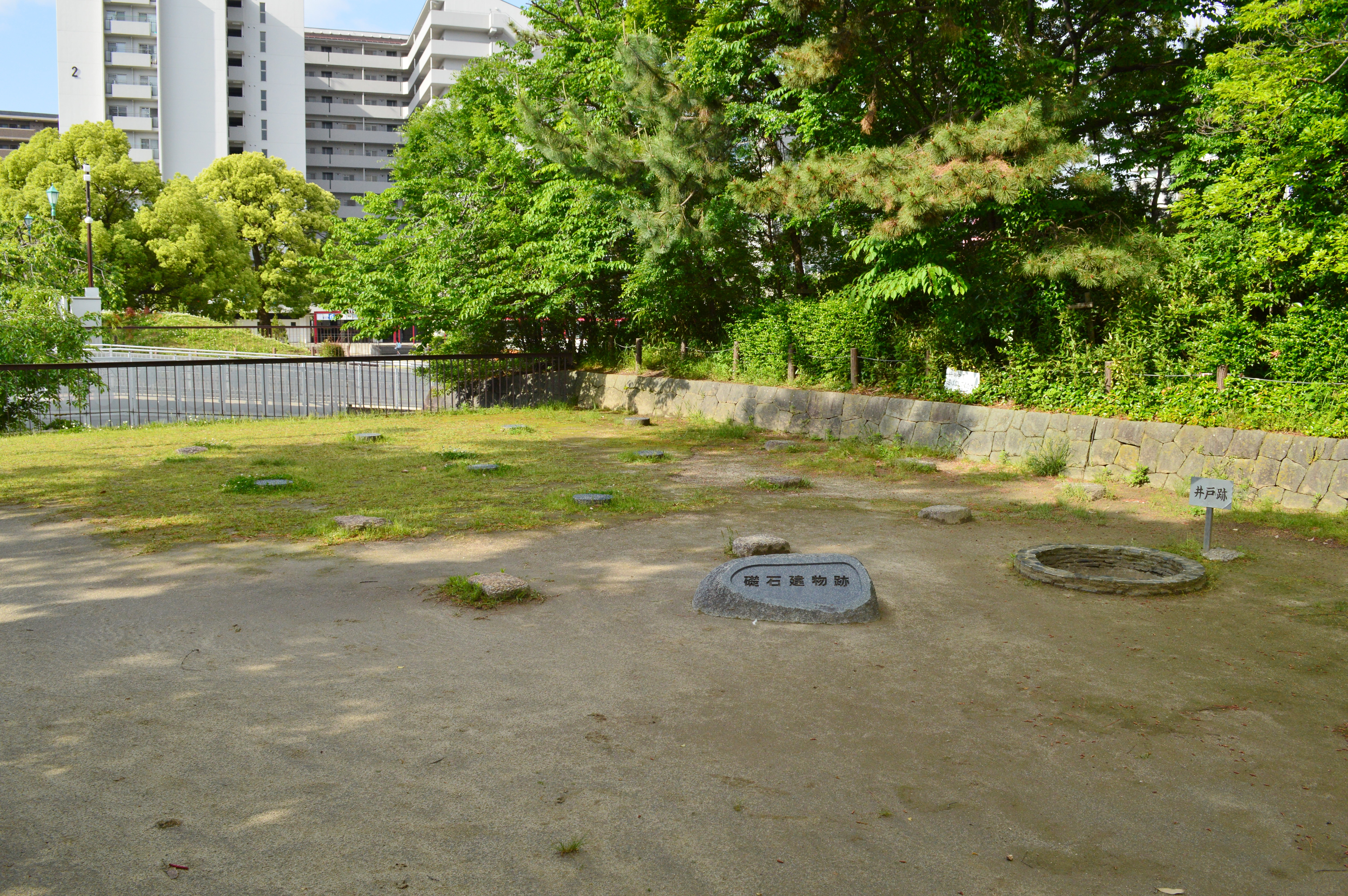
本丸 礎石建物跡
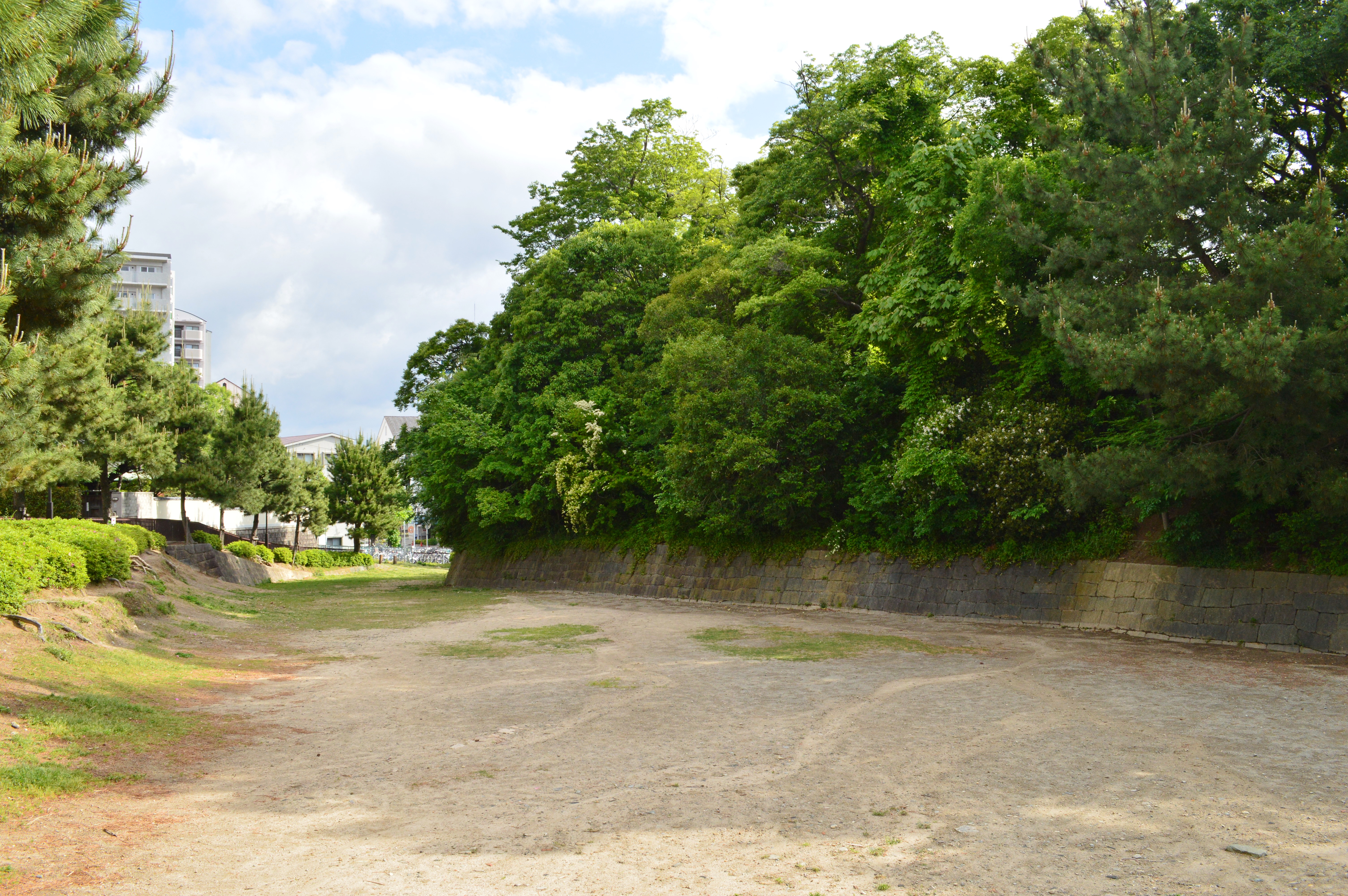
本丸 堀
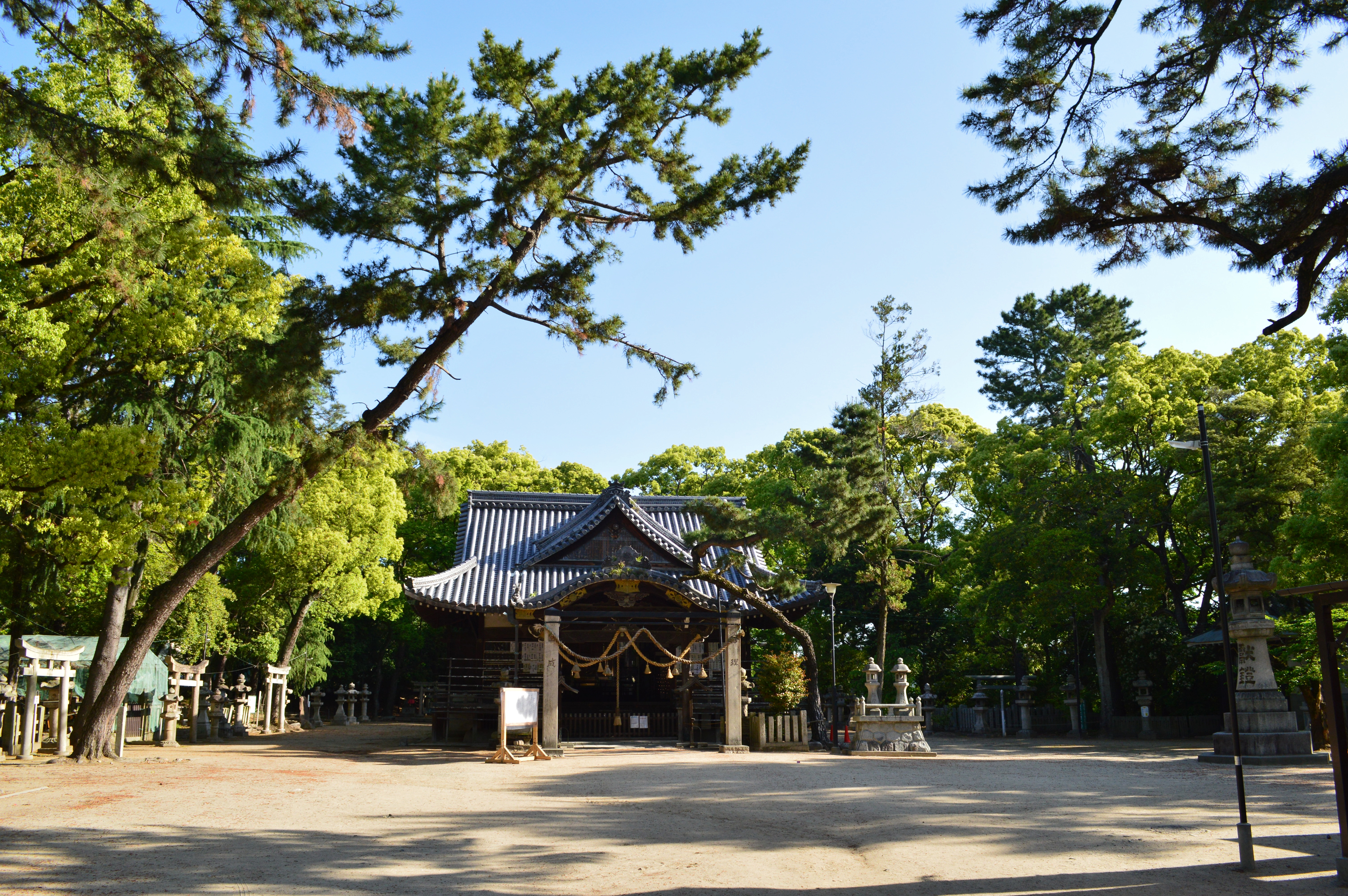
岸の砦跡の猪名野神社
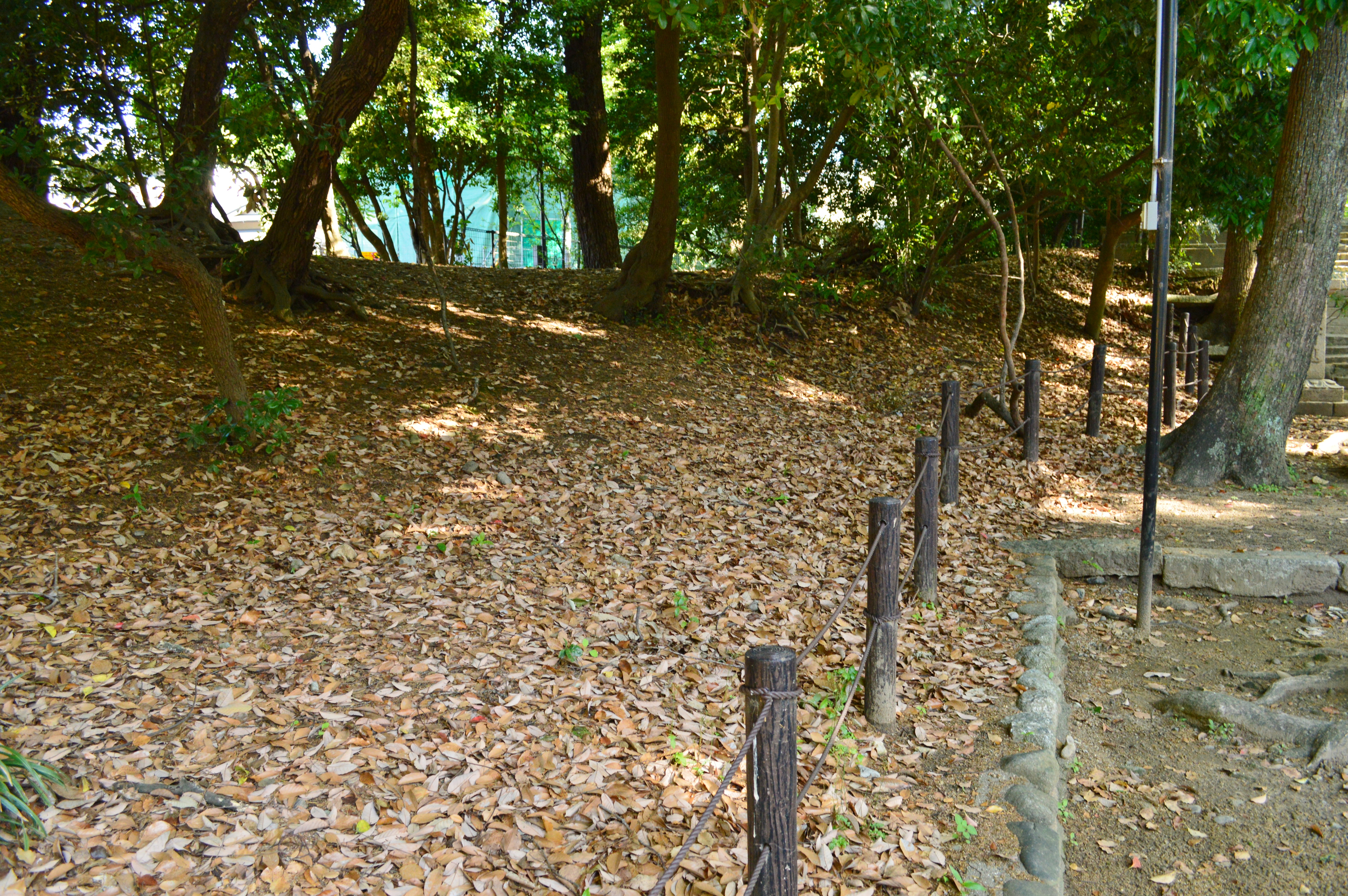
猪名野神社境内の土塁
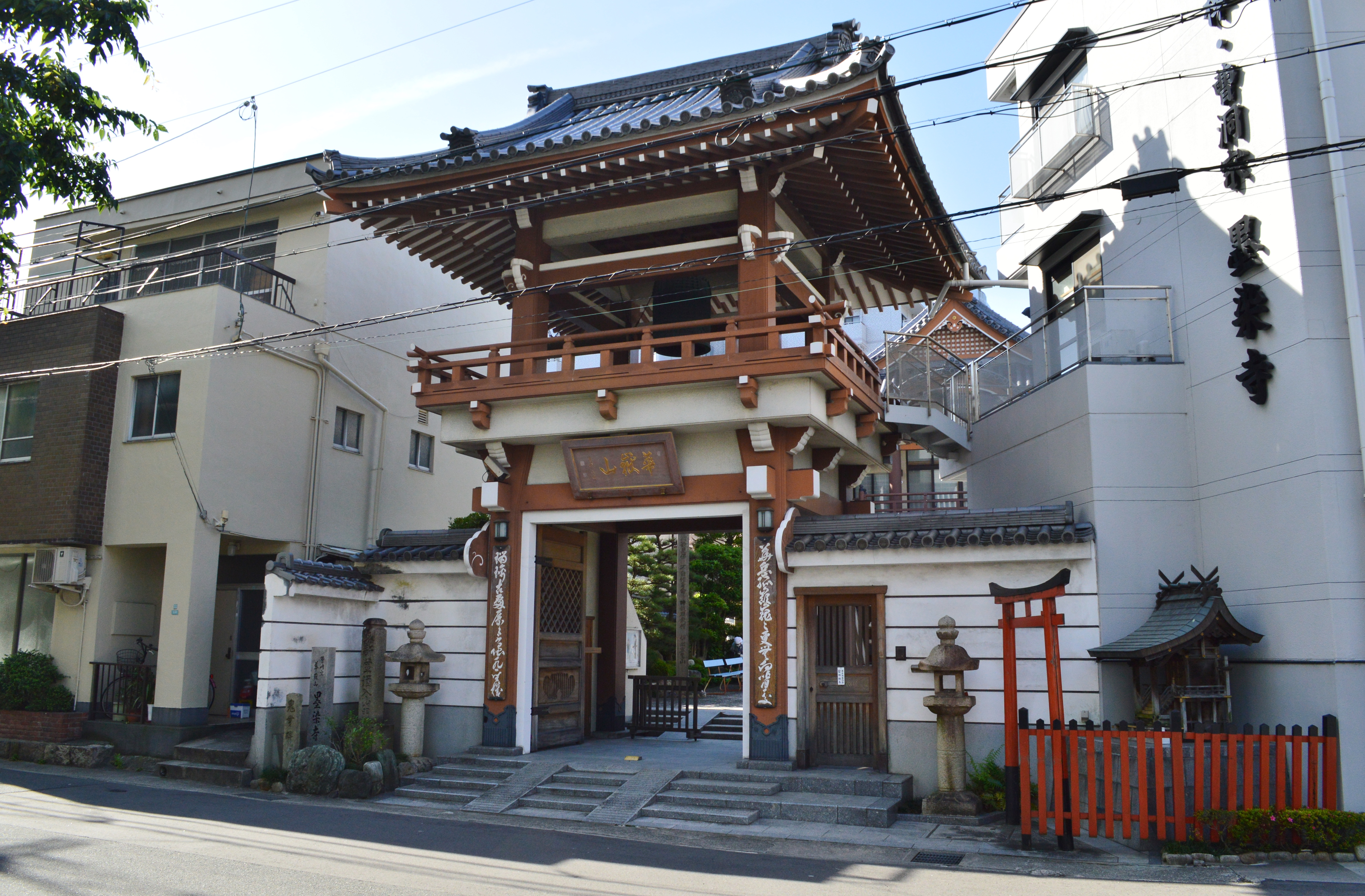
女臈塚砦跡の墨染寺
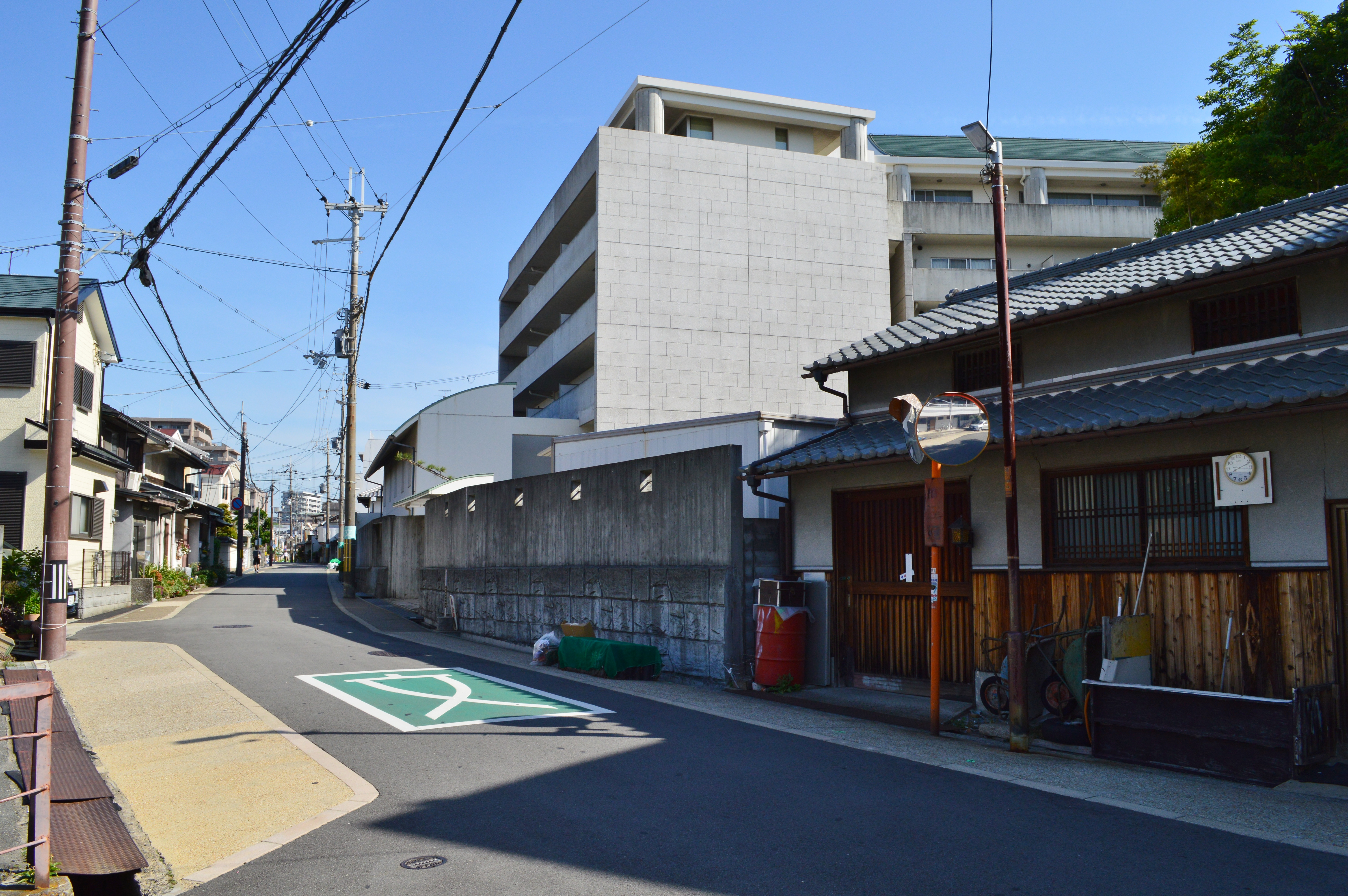
鵯塚砦跡付近

## アクセス

### 所在地
- 本丸跡　　
  - 兵庫県伊丹市伊丹2丁目（伊丹駅 (JR西日本)西側。有岡公園内）
- 岸の砦跡（北曲輪の跡）　
  - 兵庫県伊丹市宮ノ前3-6-1（猪名野神社境内西側）
- 鵯塚跡（惣構の南端）
  - 兵庫県伊丹市伊丹7丁目（有岡小学校南側）

など。その他市内各地に遺構がある。

### 交通
- 伊丹駅 (JR西日本)から徒歩すぐ
- 中国自動車道・中国池田ICから15分
  - 市営宮ノ前駐車場

## その他
- 黒田孝高（如水・官兵衛）は当城内にあった牢内に1年弱幽閉されていた。
- 信長に反旗を翻し城に籠もっていた城主の村重は、家宝の茶壺（銘：兵庫）を背負い、名鼓「立桐筒」を腰に結わえ、少数の家臣と共に尼崎城（尼崎古城とも呼ばれ、現在の尼崎城趾とは位置が異なる）に移ったという。逃亡という説もあるが、その後有岡城が直ぐに落城しなかったところから、同盟を結んでいた毛利と連絡を図るためとの説がある。残された家臣は戦ったものの内応により落城する。
- 猪名野神社の紋章は村重を従えていた織田家の家紋（織田木瓜）である。
- 城跡南東には「荒村寺」と言う村重の由来を感じさせる寺があり、伊丹城・有岡城で亡くなった人達の慰霊碑がある。
- 城跡南西には「墨染寺」と言う寺があり、謀反後に処刑された荒木家由来の人々の墓がある。
- 天正5年（1577年）にポルトガルの宣教師ルイス・フロイスが訪れた際に「甚だ壮大にして見事なる城」と記している[6]。
- 伊丹の俳人鬼貫が「古城や茨くろなる蟋蟀（きりぎりす）」という句を残している[6]。
- 廃城後は、在郷町として酒造業と運送業で栄えた[8]。
- JR伊丹駅の西側にあるショッピングモール「アリオ」は有岡城にちなんだ名称である（同名のセブン&アイ系のショッピングモールとは、スペルが同じ「ARIO」であること以外無関係であり、伊丹のアリオの方が先に開業した）。

## 関連作品
小説
- 『黒田如水』（吉川英治）
豊臣秀吉の片腕として活躍した如水の半生を描く。村重によって伊丹城に幽閉された前後を著している。
- 『反逆』（遠藤周作）
- 『黒牢城』（米澤穂信）